# Shorthand Phonetics
Shorthand Phonetics es un conjunto musical de rock indie formada en Bandung, Indonesia ya que todas sus canciones han sido escuchadas en las bandas sonoras cinematográficas, que, a partir de 2010, sólo está integrada por Ababil Ashari (voz, guitarras, bajo y programación). El equipo fue creado el 13 de abril de 2004. A pesar de las reclamaciones informes contradictorios que la banda ha lanzado una producción desde el año 2003. El equipo ha sido conocido en Yogyakarta, auspiciado bajo el sello discográfico de Yes No Wave Music desde el 2007.

## Miembros
- Ababil Ashari

### Anteriores miembros
- Alfonsus Tanoto
- Daniel Sastro
- Kevin Yapsir
- Alvin Lasmana

## Discografía

### Álbumes
| Año   | Título                                                                               |
| 2006: | Fanfiction: From the Seriously Absurd to the Absurdly Serious                        |
| 2007: | Apparently...I'm In Medicine / Love, or the Illusion of the Beginning Symptoms of It |
| 2008: | Fire! (I Could Have Died and All I Could Think About Was My Charred Diary)           |
| 2009: | Errors in Calculating Odds, Errors in Calculating Value                              |
| 2010: | thirty-four minutes with hide and tsubasa                                            |

### Decenas en el cine
| Año   | Título | Película                      | Director                                   | "Puntuación total o parcial |
| 2008: | Original Soundtrack to the Semprul Production Motion Picture "Ngintip! Run, Budi, Run'"                   | Ngintip! Run, Budi, Run       | I Wayan Andrew Handisurya                  | Full                        |
| 2009: | Score No. 1 (Dream:Chase) in A major, Op. 17 for Three Electric Guitars, One Bass Guitar and One Drum Kit | Dream:Chase                   | Putri Zulmiyusrini and Hesti Nurmala Rizqi | Full                        |
| 2010: | I Will No Longer be Afraid                                                                                | At the Very Bottom Everything | Paul Agusta                                | Partial                     |